# عنيبية حامضة مجففة

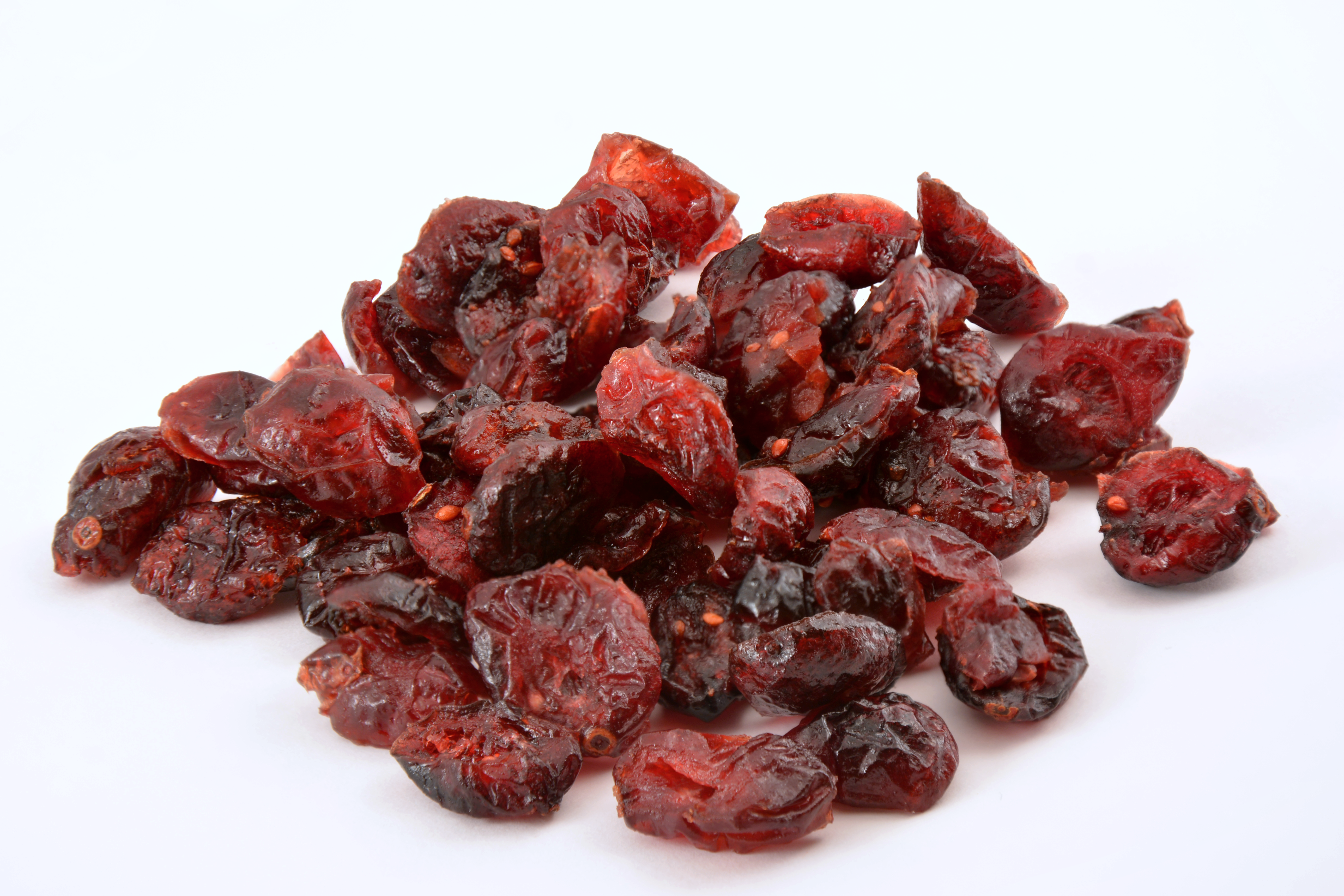
عنيبية حامضة مجففة

تصنع العُنَيْبِيَّة الحامضة المجففة عن طريق التجفيف الجزئي للعنيبية الحامضة الطازجة، وهي عملية مشابهة لتحويل العنب إلى زبيب. وكما تشتهر العنيبية الحامضة المجففة بكثرة استخدامها في المكسرات المشكلة، والسلطة، والخبز، والحبوب أو بأكله منفرداً. ويشار إلى العنيبية الحامضة المجففة أحيانًا باسم «craisins» على الرغم من أن كلمة «Craisin» هي علامة تجارية مسجلة لشركة «أوشن سبراي كانبيريز»، ولا يمكن أن يطلق ذلك رسميًا إلى العنيبية الحامضة المجففة من الشركات المصنعة الأخرى.
و لكن معظم العنيبية الحامضة المجففة المنتجة تجارياً يضاف إليها السكر. كما أنها قد تكون مغلفةً وتوضع كميات صغيرة جدًا من الزيت النباتي لمنعها من الالتصاق معًا. بينما تتجه محلات الأغذية الطبيعية إلى عدم استخدام هذه الإضافة، وغالبًا ما ترغب بعدم تغليفها بالكبريت كمادة حافظة.
تتطلب العديد من الوصفات المنزلية وضع العنيبية الحامضة المجففة في محلول الماء والسكر أثناء الليل وحتى صباح اليوم التالي، أو التجفيف بالتجميد، أو التجفيف بالهواء، وهذا قد تحرم العنيبية الحامضة من بعض العناصر الغذائية الطبيعية التي توجد في العنيبية الحامضة الطازجة.

## الفوائد
تحتوي العنيبية الحامضة المجففة على نفس العناصر الغذائية التي توجد في العنيبية الحامضة الطازجة (لا سيما الألياف الغذائية ومضادات الأكسدة)، ولكن عمليات التجفيف التجارية تقلل بشكل كبير من كمية فيتامين أ وفيتامين ج. وكما تقل أيضاً كثافة المواد الغذائية إذا أضيف السكر.
الحقائق الغذائية لكل1/3 كوب (40غ) من العنيبية الحامضة المجففة هي كما يلي:
السعرات الحرارية: 123 سعرة حرارية
الدهون: 0.6 غرام
الصوديوم: 1 مل غرام
إجمالي الكربوهيدرات: 24 غرام
الألياف الغذائية: 2 غرام
السكريات: 22غرام
البروتين: 0 غرام
لا تحتوي العنيبية الحامضة المجففة على الكولسترول، أو الدهون المشبعة أو غير المشبعة. وإن تناول العنيبية الحامضة المجففة توفر كميات قليلة جداً من احتياجات الفرد اليومية من الفيتامينات والمعادن. بحيث أن الكمية اليومية الضرورية من معدن المنغنيز هي بنسبة 5% من الاستهلاك اليومي الموصى بها. حيث أن تناول ربع كأس من العنيبية الحامضة المجففة سيمد بحصة واحدة من الفواكه والخضروات. ويوصي دليل الغذاء الكندي بتناول 7 إلى 10 حصص من الفواكه والخضروات يوميًا للحد من السكتة الدماغية وأمراض القلب ومخاطر الإصابة بالسرطان. بحيث أعطيت شركة «أوشن سبراي كرايزنس» في كندا شهادة التحقق الصحي الكندي.
تحتوي العنيبية الحامضة ذات الحد الأدنى من المعالجة على أكبر قدر من مضادات الأكسدة. ومع ذلك لا تزال مضادات الأكسدة باقية في العنيبية الحامضة المجففة. وتشمل بعض المواد المضادة للاكسدة حمض الفينوليك، الفلافونويد، بروانثوسيانيدينس، والأنثوسيانين. بينما الأنثوسيانين هو الذي يكسب العنيبية الحامضة صبغة اللون الأحمر القوي به.
ولكن يمكن لإضافة السكر أن تكون العيب لهذا المنتج. وفي الأساس، يتم إضافة السكر لتحسين الشكل، والمحتوى المائي، والحد من الحموضة. العنيبية الحامضة المجففة المصنوعة من كمية قليلة من السكر قد تكون مفيداً للأفراد الذين يعانون السكري من النوع 2. ولأن كمية السكر المضافة قليلة، يصبح مؤشر نسبة السكر في الدم أقل وبالتالي تصبح استجابة الأنسولين قليلة.
و لكن لم تثبت ذلك الدراسات الحديثة على أي حال.

## الاستخدامات
يمكن أن تستخدم العنيبية الحامضة المجففة إضافة للأطعمة المختلفة بما في ذلك السلطة، ودقيق الشوفان، والكوكيز، والكعك، والأرغفة، والخبز والمكسرات المشكلة. ويمكن استخدامه بديلًا للزبيب أو أي نوع من الفواكه المجففة.
ولأن العنيبية الحامضة المجففة هي فاكهة مجففة، فلا داعي للقلق من تلفها فهي ليست مثل الفواكه الطازجة. وتعتبر العنيبية الحامضة المجففة منتجًا مناسبًا لتنقلها أثناء السفر بسبب طول مدة صلاحيتها.
تُعبًأ العنيبية الحامضة المجففة أحيانًا مع نكهات أخرى، وقد تأتي أيضاً مغطاة بالشوكولاتة.